# Csernely-patak
A Csernely-patak a Bükk-vidék központi részének nyugati lejtőin ered a Betyárkút nevű forrásból.
A Betyárkút a patak nevét viselő Csernely községet körülölelő erdőségben található. Nevét a szájhagyomány szerint Vidróczki Márton betyárról kapta, mivel az erdőség és a Csernely-patak völgye kiváló búvóhelyet biztosított a helyi lakosság szeretetét élvező betyároknak.
Hossza 17,2 km. A patak útja során keresztülfolyik az Upponyi-szoroson, amely egy karsztszurdokvölgy, végül a Lázbérci-víztározóban egyesül a Bán-patakkal.
A Csernely-völgy és a Tapolcsányi-völgy földtani határt képez az Upponyi-hegység és a Bükk-vidék központi része között.

## Települések a patak mentén
- Csernely
- Lénárddaróc
- Nekézseny
- Uppony